# Eriosema molle
Espèce
Eriosema molle est une espèce de plantes à fleurs de la famille des Fabaceae et du genre Eriosema présente en Afrique tropicale.